# 314 (szám)
A 314 (római számmal: CCCXIV) egy természetes szám, félprím, a 2 és a 157 szorzata.

## A szám a matematikában
A tízes számrendszerbeli 314-es a kettes számrendszerben 100111010, a nyolcas számrendszerben 472, a tizenhatos számrendszerben 13A alakban írható fel.
A 314 páros szám, összetett szám, azon belül félprím, kanonikus alakban a 21 · 1571 szorzattal, normálalakban a 3,14 · 102 szorzattal írható fel. Négy osztója van a természetes számok halmazán, ezek növekvő sorrendben: 1, 2, 157 és 314.
A 314 négyzete 98 596, köbe 30 959 144, négyzetgyöke 17,72005, köbgyöke 6,79688, reciproka 0,0031847. A 314 egység sugarú kör kerülete 1972,92019 egység, területe 309 748,46927 területegység; a 314 egység sugarú gömb térfogata 129 681 359,1 térfogategység.